# Mångfläckad strandlöpare
Mångfläckad strandlöpare (Bembidion articulatum) är en skalbaggsart som först beskrevs av Georg Wolfgang Franz Panzer 1796.  Mångfläckad strandlöpare ingår i släktet Bembidion, och familjen jordlöpare. Arten är reproducerande i Sverige.